# Án lệ 39/2020/AL
Án lệ 39/2020/AL về xác định giao dịch dân sự có điều kiện vô hiệu do điều kiện không thể xảy ra là án lệ công bố thứ 39 thuộc lĩnh vực dân sự của Tòa án nhân dân tối cao tại Việt Nam, được Hội đồng Thẩm phán Tòa án nhân dân tối cao thông qua, Chánh án Tối cao Nguyễn Hòa Bình ra quyết định công bố ngày 2 tháng 10 năm 2020, và có hiệu lực cho tòa án các cấp trong cả nước nghiên cứu, áp dụng trong xét xử từ ngày 15 tháng 11 năm 2020. Án lệ 39 dựa trên nguồn là Quyết định giám đốc thẩm số 29 ngày 12 tháng 11 năm 2019 của Tòa án nhân dân cấp cao tại Thành phố Hồ Chí Minh về vụ án tranh chấp hợp đồng ở nhờ nhà ở tại Thành phố Hồ Chí Minh, nội dung xoay quanh giao dịch dân sự có điều kiện; điều kiện không xảy ra; và giao dịch vô hiệu. Đây là án lệ do năm vị Thẩm phán Tòa án nhân dân tối cao trong Hội đồng xét xử giám đốc thẩm của vụ án này đề xuất.
Trong vụ việc, nguyên đơn là gia đình Trần Vân C cùng bị đơn là vợ chồng Nguyễn Công H, Trần Thị C1 ký kết giao dịch dân sự mang tính sang nhượng quyền sử dụng đất và sở hữu nhà có điều kiện dự đoán trong tương lai liên quan đến hóa giá nhà đất được cấp phép sử dụng bởi Nhà nước. Trong một giai đoạn dài, sự việc dự đoán này không xảy ra, nhiều vấn đề phát sinh về sang nhượng bên thứ ba, giao dịch sử dụng tạm thời; từ đây xuất hiện xung đột về việc xác định quyền và nghĩa vụ, đòi lại nhà đất. Vụ án cùng được chọn làm nguồn án lệ để xác định giao dịch dân sự có điều kiện vô hiệu do điều kiện không thể xảy ra.

## Tóm lược vụ án
Một gia đình cư trú tại một căn nhà được Ngân hàng Nhà nước cấp cho sử dụng ở số 182 đường A, phường B, quận D, Thành phố Hồ Chí Minh; gia đình bao gồm cụ Nguyễn Viết L (chết năm 1985) và cụ Trần Vân C (gọi tắt: cụ C, chết năm 2011) cùng ba người con là Lê Minh S, Lê Minh Đ, Lê Minh T2. Năm 1989, cụ C xác lập giao dịch dân sự dưới dạng bản cam kết giao quyền sử dụng một phần ngôi nhà cho vợ chồng Nguyễn Công H (gọi tắt: ông H), Trần Thị C1 (gọi tắt: bà C1) để vợ chồng này mở chi nhánh quản lý cho Công ty trách nhiệm hữu hạn Du lịch T (gọi tắt: Du lịch T). Trong cam kết, nội dung quan trọng dựa trên dự đoán trong tương lai, tức thỏa thuận rằng trong những năm sau đó, Nhà nước sẽ hóa giá căn nhà, và lúc hóa giá thì hai bên cùng thực hiện thủ tục sang nhượng, chuyển quyền sở hữu nhà, quyền sử dụng đất cho bên vợ chồng ông H, bà C1. Trong một giai đoạn dài hơn 10 năm sau, vợ chồng ông H, bà C1 ngoài việc sử dụng và cư trú mảnh nhà này thì đã sang nhượng một phần cho Trần Thị Kim T1 (gọi tắt: bà T1), cho thuê một phần với Lương Thị K (gọi tắt: bà K).
Tuy nhiên, nhiều năm sau, việc hóa giá nhà không được chính quyền tiến hành, bởi mảnh đất thuộc về lộ giới. Năm 2003, gia đình cụ C phát sinh yêu cầu đòi lại mảnh nhà được cho là của mình, nhưng không được chấp nhận. Do đó, vụ án đã diễn ra với nguyên đơn là cụ C; bị đơn là vợ chồng ông H, bà C1, Dịch vụ T1; đương sự liên quan là bà T1, bà K; diễn biến phức tạp qua Tòa án nhân dân Quận 3, Thành phố Hồ Chí Minh; Tòa án nhân dân Thành phố Hồ Chí Minh; Tòa án nhân dân cấp cao tại Thành phố Hồ Chí Minh rồi Tòa án nhân dân tối cao; nhiều lần sơ thẩm, phúc thẩm, kháng cáo, kháng nghị trước khi giám đốc thẩm lần cuối cùng. Trong quá trình vụ việc, nguyên đơn là cụ C qua đời, các con, cháu thế quyền và nghĩa vụ tố tụng liên quan, mất hơn 16 năm để có được nhận định tối cao cho xét xử lại thêm một lần nữa.

## Tranh tụng

### Nguyên đơn
Tại đơn khởi kiện của nguyên đơn, những người thừa kế nguyên đơn, và trình bày tranh tụng trong quá trình giải quyết vụ án, nguyên đơn do Lê Thị Minh C2 đại diện trình bày rằng: năm 1982, gia đình nguyên đơn được Ngân hàng Nhà nước cấp cho sử dụng tầng trệt phía trước căn nhà số 182 đường A, phường B, quận D, Thành phố Hồ Chí Minh. Tháng 5 năm 1989, cụ C cho Chi nhánh Du lịch T thuê một phần nhà có diện tích 50,85 m², vị trí góc hai mặt tiền đường A – Đ để mở cửa hàng dịch vụ tổng hợp. Bà C1 khi đó lấy tư cách là cửa hàng trưởng, cùng chồng là ông H trực tiếp kinh doanh và đại diện cho Chi nhánh Du lịch T trả tiền thuê nhà tháng 6 năm 1989 là 2,3 chỉ vàng 24K và trả tiếp tiền thuê từ tháng 7 năm 1989 đến tháng 12 năm 1992 là 75 chỉ vàng 24K; đợt một trả vào ngày 10 tháng 7 năm 1989 là 35 chỉ vàng 24K, đợt hai trả 40 chỉ vàng vào ngày 1 tháng 9 năm 1989. Tổng cộng cụ C nhận 7,5 lượng vàng 24K.
Tháng 12 năm 1989, Chi nhánh Du lịch T kinh doanh không hiệu quả nên giao cho bà C1 tiếp tục kinh doanh và thực hiện việc trả tiền thuê cho đến hết tháng 2 năm 2002. Kể từ tháng 3 năm 2002 đến nay (thời điểm xét xử), vợ chồng ông H, bà C1 vẫn ở tại phần diện tích này và không trả tiền thuê nhà, một phần nhà hiện do bà T1 sử dụng, một phần do bà K sử dụng. Quá trình bà C1, ông H sử dụng nhà có xây dựng, sửa chữa nên phần diện tích đang tranh chấp có giá trị tính theo biên bản định giá ngày 22 tháng 1 năm 2014 là 1.427.421.900 đồng. Với những lập luận này, nguyên đơn đề nghị Tòa án xét xử theo quy định của pháp luật. Đối với Hợp đồng liên kết 05 năm 1989 ký bị đơn, nguyên đơn không yêu cầu giải quyết và rút yêu cầu buộc bị đơn trả 1,48 lượng vàng 24K tiền thuê nhà. Do hai bên không có việc mua bán nhà và không còn quan hệ thuê nhà nên nguyên đơn yêu cầu Tòa án tuyên hủy bỏ bản cam kết do Trần Vân C và Trần Thị C1 lập và ký ngày 10 tháng 7 năm 1989; buộc vợ chồng ông H, bà C1 trả ngay phần nhà đang ở nhờ. Đồng ý trả cho bà C1, ông H chi phí sửa chữa lại nhà là 64,105 triệu đồng.

### Bị đơn

#### Bị đơn cá nhân
Bị đơn cá nhân tức vợ chồng ông H, bà C1 trình bày rằng: năm 1989, ông bà có sang nhượng một phần diện tích khoảng hơn 40 m² nằm trong nhà nêu trên của cụ C với giá 7,5 lượng vàng 24K, hai bên có viết giấy tay bán nhà vào ngày 10 tháng 7 năm 1989; vợ chồng đã giao đủ số vàng này cho cụ C, sau đó đưa thêm năm chỉ, tổng cộng giá bán là tám lượng vàng 24K. Phần diện tích sang nhượng có vị trí tại góc hai mặt tiền đường A – Đ. Vào thời điểm đó, cụ C đang thuê căn nhà trên của Ngân hàng Nhà nước, nên chưa được cấp chủ quyền nhà, do đó hai bên chỉ viết giấy tay, không ký được hợp đồng mua bán. Sau đó, vợ chồng đã sang nhượng lại cho bà T1 một phần nhà có diện tích khoảng 16 m², việc sang nhượng với bà T1 chỉ thỏa thuận bằng miệng. Khoảng năm 2005, hai người có hợp tác kinh doanh với bà K tại phần diện tích trên. Theo bản cảm kết giữa hai bên tại giấy viết tay ngày 10 tháng 7 năm 1989 thì: khi nào Nhà nước cho cụ C mua hóa giá nhà thì ông H, bà C1 phải trả tiền hóa giá phần diện tích đã sang nhượng, và cụ C có trách nhiệm làm thủ tục chuyển quyền sở hữu phần diện tích đã sang nhượng cho ông H, bà C1.
Đồng thời, căn cứ Luật Đất đai, thì ông H, bà C1 đã sử dụng nhà và đất trên 25 năm nên phải được công nhận quyền sử dụng đất và nhà, nên yêu cầu công nhận việc chuyển nhượng nhà theo bản cam kết năm 1989 vì đây là giao dịch dân sự có điều kiện. Bị đơn cho rằng những người kế thừa quyền và nghĩa vụ của cụ C yêu cầu đòi nhà cho ở nhờ là không có cơ sở vì theo giấy chứng nhận quyền sở hữu nhà thì cụ C chỉ có quyền sở hữu 167 m², còn phần diện tích trên cụ C không có quyền sở hữu, nên không có quyền khởi kiện, bị đơn không chấp nhận. Do tranh chấp phát sinh năm 1989 đã hết thời hiệu, nên yêu cầu đình chỉ vụ án. Việc sang nhượng một phần diện tích cho bà T1 và việc hợp tác kinh doanh với bà K không yêu cầu giải quyết. Quá trình sử dụng, bị đơn có sửa chữa lại nhà với chi phí sửa chữa tính theo bản chiết tính là 64,105 triệu đồng, trường hợp Tòa án không công nhận việc chuyển nhượng nhà thì yêu cầu phải trả lại số tiền đã sửa chữa này.

#### Bị đơn doanh nghiệp
Bị đơn doanh nghiệp tức Công ty trách nhiệm hữu hạn Du lịch T là đơn vị chủ quản của Chi nhánh Du lịch T ở quận D. Thời điểm năm 1989, chi nhánh do ông Nguyễn S1 làm giám đốc, chi nhánh đã giải thể từ năm 1990. Việc Chi nhánh ký kết hợp đồng liên kết với cụ C, trước đây ông S1 không có báo cáo với công ty và khi giải thể cũng không có bàn giao công nợ nên công ty không có căn cứ để giải quyết đối với yêu cầu đòi tiền thuê nhà của cụ C. Những người kế thừa quyền và nghĩa vụ của cụ C không có yêu cầu giải quyết đối với Hợp đồng liên kết 05 ký với Chi nhánh Du lịch T và đã rút yêu cầu đòi 1,48 lượng vàng 24K tiền thuê nhà nên bị đơn Du lịch T không có ý kiến nào khác. Bị đơn yêu cầu xét xử theo quy định của pháp luật, ông T3 xin được vắng mặt.

### Đương sự liên quan
Đương sự liên quan đến sang nhượng là bà T1 có sang nhượng lại của vợ chồng ông H, bà C1 một phần nhà ở trong tranh chấp có diện tích khoảng 16 m² vào năm 1989, với giá bốn lượng vàng, việc sang nhượng không làm giấy tờ. Trong quá trình xét xử, bà T1 yêu cầu phía nguyên đơn cụ C phải có trách nhiệm làm thủ tục chuyển quyền sở hữu cho bị đơn ông H, bà C1. Việc sang nhượng giữa bà T1 với ông H, bà C1 không yêu cầu Tòa án giải quyết. Đồng thời, theo bà T1 thì phần diện tích các bên đang tranh chấp là phần sử dụng chung của các hộ trong nhà 182 đường A, phường B, quận D, Thành phố Hồ Chí Minh, cụ C không có quyền sở hữu nên không có quyền khởi kiện.
Đương sự liên quan về sử dùng nhà là bà K trình bày rằng: ngày 1 tháng 4 năm 2005, bà K có hợp tác kinh doanh với bà C1. Giấy phép kinh doanh do bà K đứng tên tại địa chỉ này, khi hợp tác bà không biết rõ về tình trạng pháp lý căn nhà. Nay hai bên có tranh chấp, bà không có ý kiến và không có yêu cầu nào. Về việc hợp tác với bà C1 hai bên tự giải quyết.
Người có quyền lợi, nghĩa vụ liên quan là Công ty Quản lý kinh doanh nhà N do bà Phạm Thúy H1 đại diện trình bày: công ty tiến hành bán căn nhà này vào năm 2001, trước khi bán có lập biên bản kiểm tra phần diện tích do từng hộ sử dụng. Theo nội dung biên bản thì phần diện tích nhà ở và đất ở các đương sự đang tranh chấp nằm trong lộ giới thuộc quyền sử dụng của chủ sở hữu (cụ C, đã chết) cho đến khi Nhà nước thu hồi để thực hiện dự án mở rộng lộ giới. Việc cụ C cho ở nhờ, cho thuê, chuyển nhượng là trái với quy định nên công ty không đồng ý. Yêu cầu xét xử theo quy định của pháp luật.

## Xét xử các giai đoạn

### Lần thứ nhất

#### Đảo chiều phán quyết
Ngày 27 tháng 7 năm 2006, tại số 139 đường Nguyễn Đình Chiểu, Phường 6, Quận 3, Thành phố Hồ Chí Minh, phiên xét xử sơ thẩm ra phán quyết sau nhiều phiên đã diễn ra. Tòa án nhân dân Quận 3, Thành phố Hồ Chí Minh quyết định: hủy cam kết năm 1989 giữa hai bên. Bị đơn là ông H, bà C1; đương sự liên quan là bà T1, bà K có trách nhiệm giao lại cho cụ C một phần tầng trệt nhà 182 đường A, phường B, quận D, Thành phố Hồ Chí Minh với diện tích 50,85 m². Cụ C trả ông H, bà C1 tám lượng vàng đã nhận và 27,49 lượng vàng thiệt hại cùng với 64,105 triệu đồng tiền sửa chữa. Tổng cộng 35,49 lượng vàng và 64,105 đồng.
Sau phán quyết này, nguyên đơn và bị đơn đều có đơn kháng cáo. Ngày 7 tháng 2 năm 2007, tại số 131 đường Nam Kỳ Khởi Nghĩa, phường Bến Thành, Quận 1, Thành phố Hồ Chí Minh, phiên xét xử phúc thẩm diễn ra, Tòa án nhân dân Thành phố Hồ Chí Minh đã quyết định sửa một phần bản án sơ thẩm, rằng: công nhận hợp đồng mua bán nhà giữa nguyên đơn Trần Vân C với bị đơn vợ chồng Nguyễn Công H, Trần Thị C1 theo giấy cam kết năm 1989. Cụ C có trách nhiệm chuyển quyền sở hữu nhà cho ông H, bà C1. Ông H, bà C1 trả cụ C tiền hóa giá nhà 169,432 triệu đồng.

#### Kháng nghị thứ nhất
Ngày 13 tháng 11 năm 2007, Viện trưởng Viện kiểm sát nhân dân tối cao Trần Quốc Vượng kháng nghị bản án dân sự phúc thẩm nêu trên. Sau đó, ngày 25 tháng 1 năm 2008, Tòa Dân sự Tòa án nhân dân tối cao quyết định: hủy bản án dân sự sơ thẩm của Tòa án nhân dân Quận 3 và hủy bản án dân sự phúc thẩm của Tòa án nhân dân Thành phố Hồ Chí Minh; giao hồ sơ vụ án cho Tòa án nhân dân Quận 3 xét xử theo thủ tục sơ thẩm lại vụ án này.

### Lần thứ hai

#### Sơ thẩm thứ hai
Ngày 16 tháng 4 năm 2014, Tòa án nhân dân Quận 3, Thành phố Hồ Chí Minh ra phán quyết sơ thẩm trong phiên xét xử lại, tuyên: chấp nhận một phần yêu cầu của những người kế thừa quyền và nghĩa vụ của cụ Trần Vân C; tuyên bố bản cam kết về việc chuyển nhượng quyền sử dụng một phần căn nhà số 182 đường A, phường B, quận D, Thành phố Hồ Chí Minh ký năm 1989 giữa nguyên đơn và bị đơn là vô hiệu; buộc những người kế thừa quyền và nghĩa vụ của nguyên đơn là bà Lê Thị Minh C2, ông Lê Minh S, ông Lê Minh Đ, ông Lê Minh T2 có trách nhiệm hoàn trả cho bị đơn số vàng đã nhận là tám lượng vàng 24k, đồng thời hoàn trả chi phí xây dựng, sửa chữa nhà là 64,105 triệu đồng. Bên cạnh đó, Tòa án buộc những người kế thừa quyền và nghĩa vụ của nguyên đơn có trách nhiệm bồi thường thiệt hại cho bị đơn số tiền là 575.550.950 đồng.
Ngược lại, Tòa án buộc vợ chồng bị đơn và đương sự bên thứ ba phải có trách nhiệm giao trả cho những người kế thừa quyền và nghĩa vụ của nguyên đơn phần diện tích nhà và đất trong căn nhà tranh chấp gồm: diện tích nhà và đất trong nhà chính có lầu, phù hợp quy hoạch là 8,11 m² diện tích nhà và đất trong lộ giới là 42,74 m². Tòa án cấp sơ thẩm còn quyết định về án phí và quyền kháng cáo của các đương sự.
Ngày 24 tháng 4 năm 2014, bị đơn và đương sự liên quan có đơn kháng cáo. Ngày 28 tháng 4, đại diện nguyên đơn cũng có đơn kháng cáo gửi Tòa án nhân dân Thành phố Hồ Chí Minh. Tại phiên phúc thẩm thứ hai, Tòa án quyết định: không chấp nhận yêu cầu kháng cáo của bị đơn, nguyên đơn lẫn bên thứ ba, giữ nguyên bản án dân sự sơ thẩm.

#### Kháng nghị thứ hai
Sau đợt phúc thẩm thứ hai này, bị đơn có đơn đề nghị xem xét theo thủ tục giám đốc thẩm đối với bản án dân sự phúc thẩm thứ hai nêu trên. Ngày 21 tháng 3 năm 2016, Viện trưởng Viện kiểm sát nhân dân cấp cao tại Thành phố Hồ Chí Minh xem xét đơn đề nghị, quyết định kháng nghị bản án dân sự phúc thẩm này; đề nghị Ủy ban Thẩm phán Tòa án nhân dân cấp cao tại Thành phố Hồ Chí Minh xét xử giám đốc thẩm hủy bản án dân sự phúc thẩm nêu trên và bản án dân sự sơ thẩm thứ hai năm 2014 của Tòa án nhân dân Quận 3, Thành phố Hồ Chí Minh; giao hồ sơ vụ án cho Tòa án cấp sơ thẩm xét xử sơ thẩm lại. Tuy nhiên, ngày 9 tháng 9 năm 2016, Ủy ban Thẩm phán Tòa án nhân dân cấp cao tại Thành phố Hồ Chí Minh quyết định: không chấp nhận kháng nghị của Viện trưởng Viện kiểm sát nhân dân cấp cao tại Thành phố Hồ Chí Minh; giữ nguyên bản án dân sự phúc thẩm thứ hai của Tòa án nhân dân Thành phố Hồ Chí Minh.

### Kháng nghị thứ ba
Tiếp tục không đồng ý, ngày 21 tháng 1 năm 2017, bị đơn và đương sự liên quan có đơn đề nghị xem xét theo thủ tục giám đốc thẩm đối với quyết định giám đốc thẩm nêu trên. Xét đề nghị này, ngày 5 tháng 8 năm 2019, Chánh án Tòa án nhân dân tối cao Nguyễn Hòa Bình đã quyết định kháng nghị quyết định giám đốc thẩm Ủy ban Thẩm phán Tòa án nhân dân cấp cao tại Thành phố Hồ Chí Minh; đề nghị Hội đồng Thẩm phán Tòa án nhân dân tối cao xét xử giám đốc thẩm hủy quyết định giám đốc thẩm này, hủy bản án dân sự phúc thẩm thứ hai của Tòa án nhân dân Thành phố Hồ Chí Minh và bản án dân sự sơ thẩm thứ hai của Tòa án nhân dân Quận 3, Thành phố Hồ Chí Minh; giao hồ sơ vụ án cho Tòa án nhân dân Quận 3, Thành phố Hồ Chí Minh xét xử sơ thẩm lại theo quy định của pháp luật.

## Giám đốc thẩm
Ngày 12 tháng 11 năm 2019, với yêu cầu kháng nghị của Chánh án Tối cao và sự nhất trí của Viện Kiểm sát, Hội đồng Thẩm phán tối cao đã mở phiên xét xử giám đốc thẩm tại trụ sở tòa ở số 48 đường Lý Thường Kiệt, quận Hoàn Kiếm, Hà Nội. Tại phiên tòa giám đốc thẩm, đại diện Viện kiểm sát nhân dân tối cao đề nghị Hội đồng Thẩm phán Tòa án nhân dân tối cao chấp nhận kháng nghị của Chánh án Tòa án nhân dân tối cao, hủy quyết định đình chỉ phúc thẩm, huỷ bản án sơ thẩm nêu trên.

### Nhận định của tòa án
Nhận định của Hội đồng Thẩm phán Tòa án nhân dân tối cao, Quyết định 29/2019/DS-GĐT.
Trong phiên giám đốc thẩm, Hội đồng xét xử Tòa án nhân dân tối cao có những nhận định về vụ án. Căn cứ vào hồ sơ, chứng cứ vụ án thể hiện, năm 1989, hai bên ký bản cam kết và giấy biên nhận với nội dung rằng: cụ C có nhận của bà C1 75 chỉ vàng, cho vợ chồng bà C1 toàn quyền sử dụng phần diện tích 45 m² tại căn nhà số 182 đường A, phường B, quận D, Thành phố Hồ Chí Minh; cụ C không bao giờ đòi lại nhà, cũng như vợ chồng bà C1 không đòi lại vàng; khi nào Nhà nước cho cụ C mua hóa giá nhà thì ông H, bà C1 phải trả tiền hóa giá phần diện tích đang sử dụng và cụ C có trách nhiệm làm thủ tục chuyển quyền sở hữu phần diện tích đã sang nhượng cho ông H, bà C1.
Theo quy định pháp luật, thì chủ sở hữu, chủ thể có quyền khác đối với tài sản có quyền đòi lại tài sản từ người chiếm hữu, người sử dụng tài sản, người được lợi về tài sản không có căn cứ pháp luật. Vì phần nhà đất có diện tích 42,74 m² đang tranh chấp nằm trong lộ giới, Nhà nước không hóa giá, không công nhận quyền sở hữu nhà, quyền sử dụng đất cho nguyên đơn thì nguyên đơn và những người thừa kế của cụ C không có quyền kiện đòi phần diện tích nhà đất đó. Tòa án cấp sơ thẩm và cấp phúc thẩm buộc bị đơn và đương sự liên quan phải có trách nhiệm giao trả cho những người kế thừa quyền, nghĩa vụ tố tụng của nguyên đơn phần diện tích nhà và đất thuộc lộ giới, Nhà nước không công nhận quyền sở hữu nhà, quyền sử dụng đất là không có căn cứ. Quyết định giám đốc thẩm của Ủy ban Thẩm phán Tòa án nhân dân cấp cao tại Thành phố Hồ Chí Minh không nhận thấy sai sót của Tòa án cấp sơ thẩm và Tòa án cấp phúc thẩm, từ đó tuyên không chấp nhận kháng nghị của Viện trưởng Viện kiểm sát nhân dân cấp cao tại Thành phố Hồ Chí Minh, giữ nguyên bản án phúc thẩm là không đúng với quy định. tại khoản 2 Điều 345 Bộ luật Tố tụng dân sự năm 2015.

### Quyết định
Từ nhận định này, Hội đồng Thẩm phán Tòa án nhân dân tối cao ra quyết định: chấp nhận quyết định kháng nghị giám đốc thẩm của Chánh án Tòa án nhân dân tối cao; hủy quyết định giám đốc thẩm của Ủy ban Thẩm phán Tòa án nhân dân cấp cao tại Thành phố Hồ Chí Minh, hủy Bản án dân sự phúc thẩm thứ hai của Tòa án nhân dân Thành phố Hồ Chí Minh và hủy bản án dân sự sơ thẩm thứ hai của Tòa án nhân dân Quận 3, Thành phố Hồ Chí Minh về vụ án tranh chấp hợp đồng ở nhờ nhà ở giữa nguyên đơn là cụ Trần Vân C (chết năm 2011); người kế thừa quyền và nghĩa vụ của nguyên đơn với bị đơn là vợ chồng Nguyễn Công H, Trần Thị C1 và những người có quyền lợi, nghĩa vụ liên quan khác. Quyết định giao hồ sơ vụ án cho Tòa án nhân dân Quận 3, Thành phố Hồ Chí Minh xét xử lại theo thủ tục sơ thẩm đúng quy định của pháp luật.